# Plaques de matrícula de Geòrgia (Estats Units)

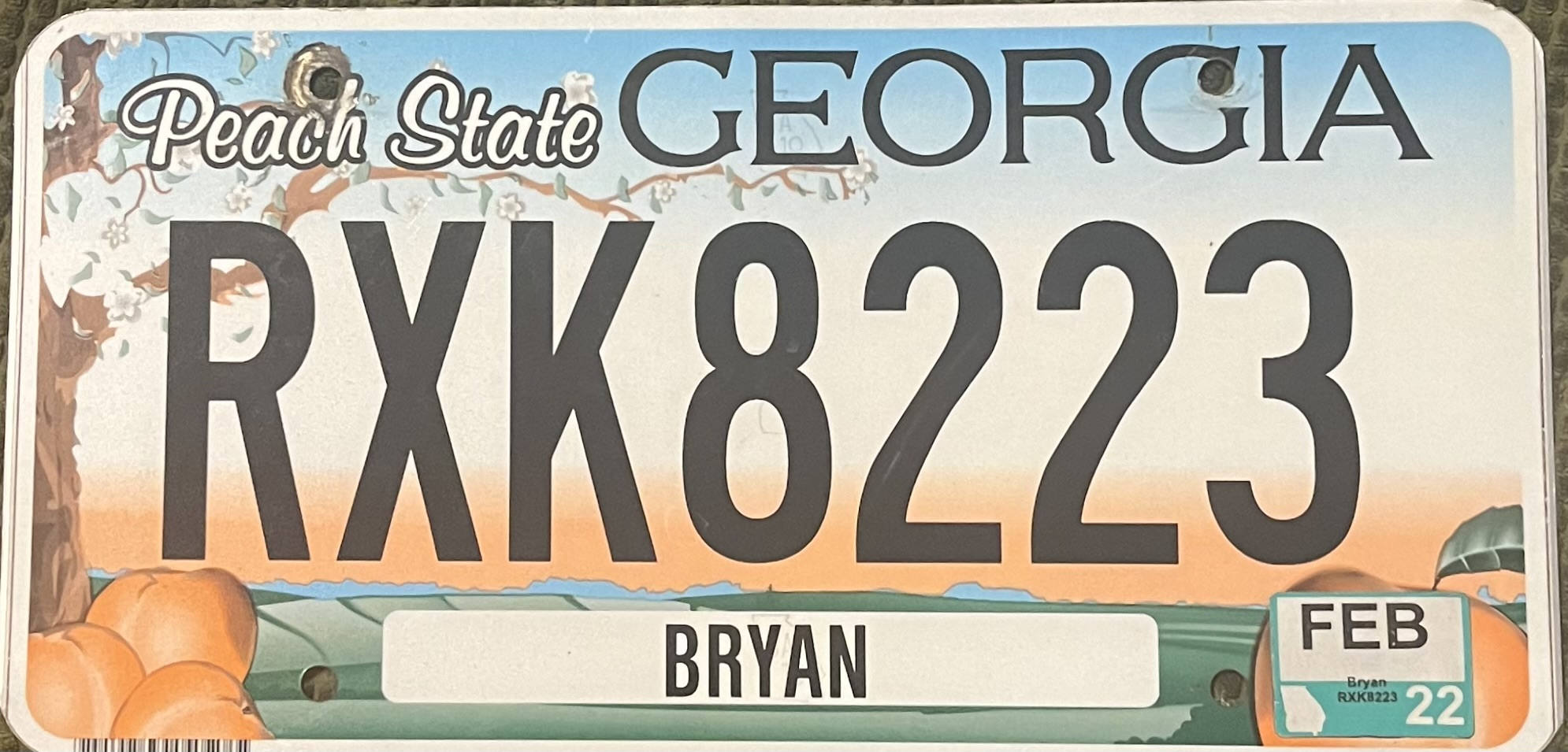
Model actual de matrícula de Geòrgia.

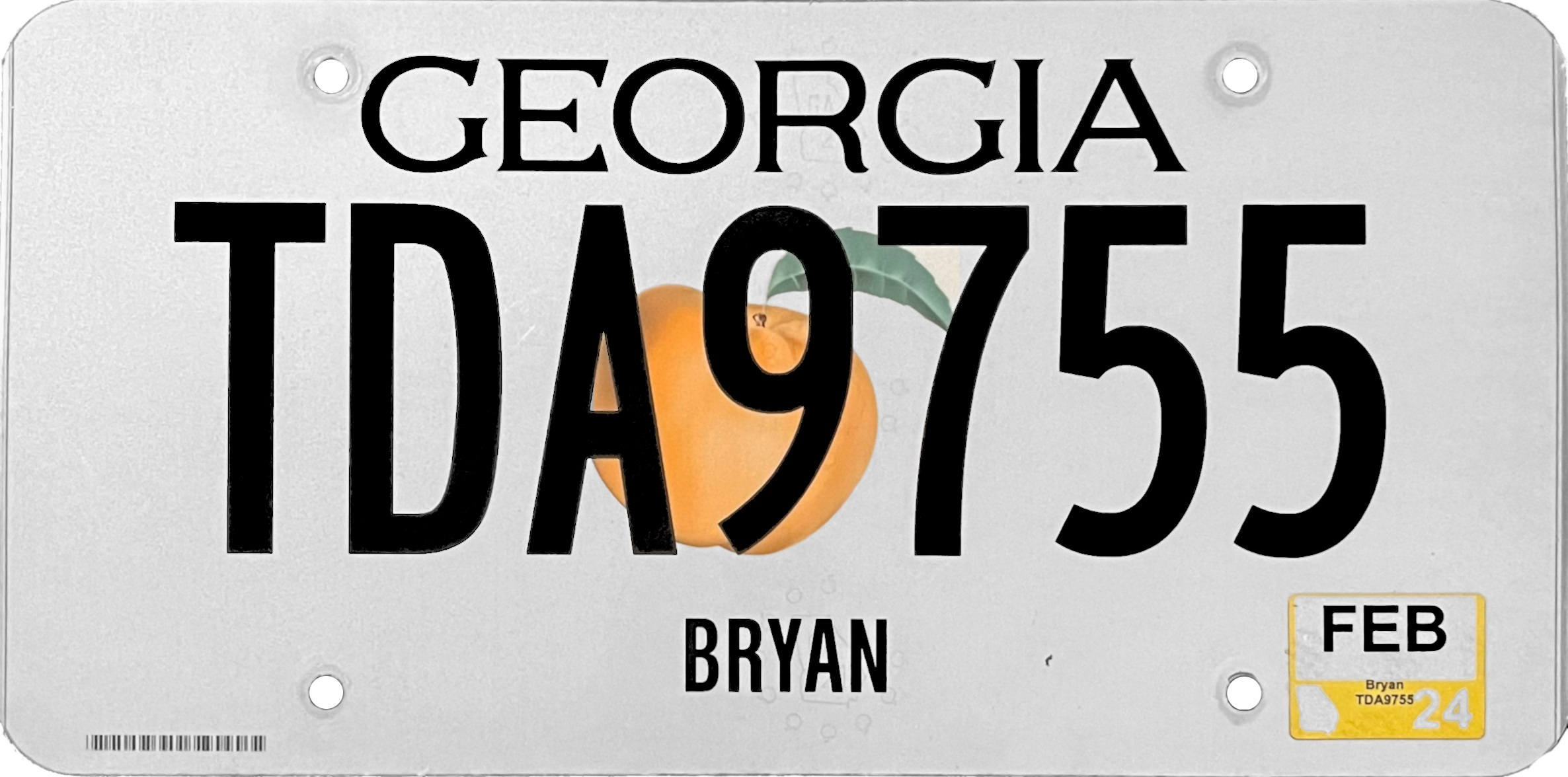
Model alternatiu.

Les Plaques de matrícula de Geòrgia  es componen des del maig del 2012 d'un sistema de combinació format per una sèrie de tres lletres i quatre xifres (ex. ABC1234) de color negre sobre un fons reflectant d'una imatge gràfica d'un paisatge format per un presseguer a l'esquerra i diversos préssecs a la part inferior. El nom de l'estat, "GEORGIA", apareix en color negre a la part superior juntament amb el lema "Peach State" en color blanc i el nom del comtat d'expedició de la matrícula apareix centrat a la part inferior. Existeix un disseny alternatiu format per un fons reflectant blanc amb la imatge d'un préssec al centre de la placa, amb el nom de l'estat centrat a la part superior, a la inferior el comtat d'expedició i sense lema.
Actualment, les plaques són emeses per la Divisió de Vehicles de Motor del Departament d'Hisenda de Geòrgia. La llei (Subject 560-10-10) estipula que només es requereix muntar al vehicle la placa de matrícula posterior.

## Història
El registre de vehicles a motor a Geòrgia i l'emissió de plaques per part de l'estat van començar el 1910.
El 1956, el Canadà i els Estats Units d'Amèrica van arribar a un acord amb l'Associació Americana d'Administradors de Vehicles de Motor, l'Associació de Fabricants d'Automòbils i el Consell Nacional de Seguretat en que es concretava una mida única de les plaques de vehicles de passatgers a 150 mm per 300 mm (6 per 12 polzades), amb forats per poder-les muntar espaiats 180 mm (7 polzades), tot i que les dimensions o poden variar lleugerament segons la jurisdicció. Geòrgia ja havia adoptat aquestes mides a les plaques emeses l'any 1955.

### Models de 1910 fins 1970
| Imatge | Data d'expedició | Disseny | Lema                          | Combinació utilitzada                                  | Notes |
| ------ | ---------------- | --- | ----------------------------- | ------------------------------------------------------ | --- |
|        | 1910-11          | Caràcters en negre sobre fons sense pintar.                                                                                               | Sense lema                    | 12345                                                  | Plaques de mida: 1-3 caràcter (5" x), 4 caràcters (5" x 11 1/2") i 5 caràcters (6" x 13 1/8"). |
|        | 1911-12          | Caràcters en negre sobre fons groc. | Sense lema                    | 12345                                                  | |
|        | 1912-13          | Caràcters en negre sobre fons blanc. "GA" a la dreta.                                                                                     | Sense lema                    | 12345                                                  | |
|        | 1914             | Caràcters en negre sobre fons blanc. "GA 1914" a la dreta.                                                                                | Sense lema                    | 12345                                                  | Primera placa amb data, va substituir totes les plaques de 1910 a 1913. Canvi de mides a: 1-2 caràcters (6" x 5 5/8"), 3 caràcters (6" x 9 1/8"), 4 caràcters (6" x 11 1/8") i 5 caràcters (6" x 13 1/8"). |
|        | 1915             | Caràcters en blanc sobre fons negre de porcellana. "GA. 1915" a la dreta.                                                                 | Sense lema                    | 12345                                                  | Canvi de mides a: 2-4 caràcters (6" x 12") i 5 caràcters (6" x 13"). |
|        | 1916             | Caràcters en negre sobre fons blanc. "GA 1916" a la dreta.                                                                                | Sense lema                    | 12345                                                  | Canvi de la mida de la placa de 5 caràcters a 6" x 14 1/2". |
|        | 1917             | Caràcters en blanc sobre fons negre. "GA 1917" a la dreta.                                                                                | Sense lema                    | 12345                                                  | |
|        | 1918             | Caràcters en negre sobre fons verd clar. "GA 1918" a la dreta.                                                                            | Sense lema                    | 12345                                                  | Canvi de mides a: 3-4 caràcters (5 1/2" x 12") i 5-6 caràcters (5 1/2" x 14 1/2"). |
|        | 1919             | Caràcters en color negre sobre fons blanc. "GA 1919" a la dreta.                                                                          | Sense lema                    | 123456                                                 | |
|        | 1920             | Caràcters en color blanc sobre fons verd fosc. "GA 20" a la dreta.                                                                        | Sense lema                    | 123-456                                                | |
|        | 1921             | Caràcters en relleu de color verd fosc sobre fons blanc. "GA 21" a la dreta.                                                              | Sense lema                    | 123-456                                                | |
|        | 1922             | Caràcters en blanc sobre fons negre. "GA 22" a la dreta.                                                                                  | Sense lema                    | 123-456                                                | |
|        | 1923             | Caràcters en relleu de color blanc sobre fons marró. "GA 23" a l'esquerra.                                                                | Sense lema                    | 123-456                                                | |
|        | 1924             | Caràcters en relleu de color negre sobre fons gris. "GA. 1924" centrat a baix.                                                            | Sense lema                    | 123-456                                                | Canvi de mides a: 1-4 caràcters (6" x 10") excepte el 1927, 4 caràcters (6" x 10") només el 1927, 5 caràcters (6" x 12") i 6 caràcters (6" x 14").                                                         |
|        | 1925             | Caràcters en relleu de color blanc sobre fons blau marí. "GA. 25" centrat a dalt.                                                         | Sense lema                    | 123-456                                                | |
|        | 1926             | Caràcters en relleu de color blanc sobre fons vermell. "GA. 1926" centrat a baix.                                                         | Sense lema                    | 123-456                                                | |
|        | 1927             | Caràcters en relleu de color negre sobre fons groc. "GA-27" en vertical com a separador.                                                  | Sense lema                    | 123-456                                                | |
|        | 1928             | Caràcters en relleu de color blanc sobre fons blau marí. "GA. 1928" centrat a baix.                                                       | Sense lema                    | 123-456                                                | |
|        | 1929             | Caràcters en relleu de color groc sobre fons negre. "GA-29" com a separador i "FRONT" o "REAR" en vertical a la dreta.                    | Sense lema                    | 123-456A                                               | Primer ús d'un indicatiu del pes del vehicle, amb les lletres A, B, C i D utilitzades en ordre invers, de més pesat a més lleuger. Cada lletra té una quantitat de sèries assignades.                      |
|        | 1930             | Caràcters en relleu de color negre sobre fons gris. "GEORGIA–1930" centrat a dalt.                                                        | Sense lema                    | 123-456A                                               | Primera placa amb el nom complet de l'estat. S'unifiquen les mides de les plaques a 5 3/4" x 14". |
|        | 1931             | Caràcters en relleu de color blanc sobre fons verd fosc. "GA–31" centrat a dalt.                                                          | Sense lema                    | A1234 1A234                                            | També plaques amb "GA" a dalt a l'esquerra i "31" a la dreta. Canvi de mides a 5 1/8" x 9 3/8". |
|        | 1932             | Caràcters en relleu de color blanc sobre fons blau marí. "GA–32" centrat a dalt.                                                          | Sense lema                    | 12345A                                                 | Canvi de mides a 5 3/8" x 12 3/8". |
|        | 1933             | Caràcters en relleu de color blau marí sobre fons groc. "GA–33" centrat a dalt.                                                           | Sense lema                    | 12-345A                                                | |
|        | 1934             | Caràcters en relleu de color carabassa sobre fons blau marí. "GEORGIA" centrat a dalt i "1934" a baix.                                    | Sense lema                    | 12-345A                                                | |
|        | 1935             | Caràcters en relleu de color blau marí sobre fons blanc. "GEORGIA" centrat a baix i "1934" a dalt.                                        | Sense lema                    | 12-345A                                                | |
|        | 1936             | Caràcters en relleu de color carabassa sobre fons blau marí. "GEORGIA" centrat a dalt i "1936" a baix.                                    | Sense lema                    | 12-345A                                                | |
|        | 1937             | Caràcters en relleu de color blau marí sobre fons blanc. "GEORGIA" centrat a baix i "1937" a dalt.                                        | Sense lema                    | 12-345A                                                | |
|        | 1938             | Caràcters en relleu de color carabassa sobre fons blau marí. "GEORGIA" centrat a dalt i "1938" a baix.                                    | Sense lema                    | 12-345A                                                | |
|        | 1939             | Caràcters en relleu de color blau marí sobre fons groc. "GEORGIA" centrat a baix i "1939" a dalt.                                         | Sense lema                    | 12-345A                                                | |
|        | 1940             | Caràcters en relleu de color carabassa sobre fons verd. "GA", imatge d'un préssec i "40" a baix.                                          | "PEACH STATE" centrat a dalt. | A12-345                                                | També s'emeten plaques sense la imatge del préssec i amb "GA 40" centrat a dalt i el lema a baix. Canvi de mides a 6 1/2" x 14".                                                                           |
|        | 1941             | Caràcters en relleu de color groc reflectant sobre fons blau marí. Adhesiu d'un préssec al mig de la combinació i "GA 41" centrat a dalt. | "PEACH STATE" centrat a baix. | 123-45A 123-4EX                                        | Primera placa reflectant dels EUA i també la primera en portar un adhesiu de qualsevol tipus. |
|        | 1942             | Caràcters en relleu de color blanc sobre fons blau marí i vora vermella. "1942" centrat a dalt i "GEORGIA" a baix, tot en vermell.        | Sense lema                    | A12-345 EX12345                                        | Revalidada per al 1943 amb pestanyes vermelles degut a la conservació de metall per a la Segona Guerra Mundial.                                                                                            |
|        | 1944             | Caràcters en relleu de color groc sobre fons negre. "GA 44" a l'esquerra.                                                                 | Sense lema                    | A 12345 EX 12345                                       | |
|        | 1945             | Caràcters en relleu de color blanc sobre fons negre. "GEORGIA" centrat a baix i "1945" a dalt.                                            | Sense lema                    | A-12345                                                | |
|        | 1946             | Caràcters en relleu de color negre sobre fons platejat. "GEORGIA" centrat a baix i "1946" a dalt.                                         | Sense lema                    | A-12345 E/X-12345                                      | |
|        | 1947             | Caràcters en relleu de color grana sobre fons crema. "GA 47" centrat a dalt.                                                              | "PEACH STATE" centrat a baix. | A-12345 E/X-12345                                      | |
|        | 1948             | Caràcters en relleu de color negre sobre fons d'alumini sense pintar. "GA 48" centrat a dalt.                                             | "PEACH STATE" centrat a baix. | A-12345 E/X-12345 E/S-12345                            | |
|        | 1949             | Caràcters en relleu de color vermell sobre fons d'alumini sense pintar. "GA 49" centrat a dalt.                                           | "PEACH STATE" centrat a baix. | A-12345 E/X-12345 E/S-12345                            | |
|        | 1950             | Caràcters en relleu de color negre sobre fons d'alumini sense pintar. "GA 50" centrat a dalt.                                             | "PEACH STATE" centrat a baix. | A-12345 E/X-12345 E/S-12345                            | |
|        | 1951             | Caràcters en relleu de color negre sobre fons d'alumini sense pintar. "Ga 51" centrat a dalt.                                             | "PEACH STATE" centrat a baix. | A-12345 E/X-12345 E/S-12345                            | |
|        | 1952             | Caràcters en relleu de color blanc sobre fons negre. "Ga 52" centrat a dalt.                                                              | "PEACH STATE" centrat a baix. | A-12345 E/X-12345 E/S-12345                            | |
|        | 1953             | Caràcters en relleu de color carabassa sobre fons negre. "GA 53" centrat a dalt.                                                          | "PEACH STATE" centrat a baix. | A-12345 E/X-12345 E/S-12345                            | |
|        | 1954             | Caràcters en relleu de color negre sobre fons groc. "GA 54" centrat a dalt.                                                               | "PEACH STATE" centrat a baix. | A-12345 E/X-12345 E/S-12345                            | |
|        | 1955             | Caràcters en relleu de color groc sobre fons negre. "GEORGIA 55" centrat a dalt.                                                          | "PEACH STATE" centrat a baix. | A-12345 E/X-12345 E/S-12345                            | Primera placa de mides estàndard de 6x12 polzades (15x30cm) |
|        | 1956             | Caràcters en relleu de color blanc sobre fons negre. "GEORGIA 56" centrat a dalt.                                                         | "PEACH STATE" centrat a baix. | A-12345 E/X-12345 E/S-12345                            | |
|        | 1957             | Caràcters en relleu de color blanc sobre fons verd fosc. "GEORGIA" centrat a dalt, "19" a baix a l'esquerra i "57" a la dreta.            | "PEACH STATE" centrat a baix. | 1·12345 1·A·12345 10·1234 10·A·1234 100·1234 100·A·123 | S'introdueix el codi del comtat d'emissió de la placa (que pot ser d'1, 2 o 3 xifres) a més a més del codi del pes del vehicle. Els codis de comtat s'utilitzen fins al 1970.                              |
|        | 1958             | Caràcters en relleu de color negre sobre fons blanc. "GEORGIA" centrat a dalt, "19" a baix a l'esquerra i "58" a la dreta.                | "PEACH STATE" centrat a baix. | 1·12345 1·A·12345 10·1234 10·A·1234 100·1234 100·A·123 | |
|        | 1959             | Caràcters en relleu de color blanc sobre fons negre. "GEORGIA" centrat a dalt, "19" a baix a l'esquerra i "59" a la dreta.                | "PEACH STATE" centrat a baix. | 1·12345 1·A·12345 10·1234 10·A·1234 100·1234 100·A·123 | |
|        | 1960             | Caràcters en relleu de color negre sobre fons blanc. "GEORGIA" centrat a dalt, "19" a baix a l'esquerra i "60" a la dreta.                | "PEACH STATE" centrat a baix. | 1·12345 1·A·12345 10·1234 10·A·1234 100·1234 100·A·123 | |
|        | 1961             | Caràcters en relleu de color negre sobre fons groc. "GEORGIA" centrat a dalt, "19" a baix a l'esquerra i "61" a la dreta.                 | "PEACH STATE" centrat a baix. | 1·12345 1·A·12345 10·1234 10·A·1234 100·1234 100·A·123 | |
|        | 1962             | Caràcters en relleu de color vermell sobre fons blanc. "GEORGIA" centrat a dalt, "19" a baix a l'esquerra i "62" a la dreta.              | "PEACH STATE" centrat a baix. | 1·12345 1·A·12345 10·1234 10·A·1234 100·1234 100·A·123 | |
|        | 1963             | Caràcters en relleu de color blanc sobre fons vermell. "GEORGIA" centrat a dalt, "19" a baix a l'esquerra i "63" a la dreta.              | "PEACH STATE" centrat a baix. | 1·12345 1·A·12345 10·1234 10·A·1234 100·1234 100·A·123 | |
|        | 1964             | Caràcters en relleu de color préssec sobre fons verd fosc. "GEORGIA" centrat a dalt, "19" a baix a l'esquerra i "64" a la dreta.          | "PEACH STATE" centrat a baix. | 1·12345 1·A·12345 10·1234 10·A·1234 100·1234 100·A·123 | |
|        | 1965             | Caràcters en relleu de color blau sobre fons blanc. "GEORGIA" centrat a dalt, "19" a baix a l'esquerra i "65" a la dreta.                 | "PEACH STATE" centrat a baix. | 1·12345 1·A·12345 10·1234 10·A·1234 100·1234 100·A·123 | |
|        | 1966             | Caràcters en relleu de color blanc sobre fons vermell. "19 GEORGIA 66" centrat a baix.                                                    | "PEACH STATE" centrat a dalt. | 1·12345 1·A·12345 10·1234 10·A·1234 100·1234 100·A·123 | |
|        | 1967             | Caràcters en relleu de color vermell sobre fons blanc. "GEORGIA" centrat a dalt, "19" a baix a l'esquerra i "67" a la dreta.              | "PEACH STATE" centrat a baix. | 1·12345 1·A·12345 10·1234 10·A·1234 100·1234 100·A·123 | |
|        | 1968             | Caràcters en relleu de color blanc sobre fons verd. "GEORGIA" centrat a dalt, "19" a baix a l'esquerra i "68" a la dreta.                 | "PEACH STATE" centrat a baix. | 1·12345 1·A·12345 10·1234 10·A·1234 100·1234 100·A·123 | |
|        | 1969             | Caràcters en relleu de color blanc sobre fons negre. "GEORGIA" centrat a dalt, "19" a baix a l'esquerra i "69" a la dreta.                | "PEACH STATE" centrat a baix. | 1·12345 1·A·12345 10·1234 10·A·1234 100·1234 100·A·123 | |
|        | 1970             | Caràcters en relleu de color blanc sobre fons negre. "GEORGIA" centrat a dalt, "19" a baix a l'esquerra i "70" a la dreta.                | "PEACH STATE" centrat a baix. | 1·12345 1·A·12345 10·1234 10·A·1234 100·1234 100·A·123 | |

### Codis
Entre els anys 1957 i 1970 Geòrgia va utilitzar una codificació que indicava el comtat emissor de la placa de matrícula. Durant els dos períodes en que s'utilitzaren (1957-1961 i 1962-1979) els codis s'estaven associats a un rànquing basat en la quantitat de població dels 159 comtats en que es divideix l'estat, i a partir del 1962 aquest rànquing estava basat en el cens dels EUA de 1960.
| Codi | Nom del comtat període 1957–61 | Nom del comtat període 1962–70 |
| ---- | ------------------------------ | ------------------------------ |
| 1    | Fulton                         | Fulton                         |
| 2    | Chatham                        | DeKalb                         |
| 3    | DeKalb                         | Chatham                        |
| 4    | Muscogee                       | Muscogee                       |
| 5    | Bibb                           | Bibb                           |
| 6    | Richmond                       | Richmond                       |
| 7    | Floyd                          | Cobb                           |
| 8    | Cobb                           | Dougherty                      |
| 9    | Troup                          | Floyd                          |
| 10   | Dougherty                      | Hall                           |
| 11   | Hall                           | Lowndes                        |
| 12   | Walker                         | Troup                          |
| 13   | Clarke                         | Clayton                        |
| 14   | Lowndes                        | Clarke                         |
| 15   | Whitfield                      | Walker                         |
| 16   | Carroll                        | Gwinnett                       |
| 17   | Colquitt                       | Whitfield                      |
| 18   | Thomas                         | Glynn                          |
| 19   | Laurens                        | Houston                        |
| 20   | Gwinnett                       | Carroll                        |
| 21   | Spalding                       | Spalding                       |
| 22   | Polk                           | Thomas                         |
| 23   | Ware                           | Ware                           |
| 24   | Baldwin                        | Baldwin                        |
| 25   | Glynn                          | Colquitt                       |
| 26   | Coweta                         | Laurens                        |
| 27   | Bartow                         | Coweta                         |
| 28   | Upson                          | Bartow                         |
| 29   | Bulloch                        | Polk                           |
| 30   | Sumter                         | Decatur                        |
| 31   | Coffee                         | Sumter                         |
| 32   | Decatur                        | Bulloch                        |
| 33   | Burke                          | Upson                          |
| 34   | Clayton                        | Tift                           |
| 35   | Tift                           | Cherokee                       |
| 36   | Mitchell                       | Coffee                         |
| 37   | Chattooga                      | Catoosa                        |
| 38   | Meriwether                     | Newton                         |
| 39   | Washington                     | Burke                          |
| 40   | Houston                        | Walton                         |
| 41   | Cherokee                       | Chattooga                      |
| 42   | Walton                         | Meriwether                     |
| 43   | Newton                         | Mitchell                       |
| 44   | Emanuel                        | Gordon                         |
| 45   | Worth                          | Washington                     |
| 46   | Jackson                        | Jackson                        |
| 47   | Grady                          | Stephens                       |
| 48   | Gordon                         | Habersham                      |
| 49   | Jefferson                      | Grady                          |
| 50   | Elbert                         | Wayne                          |
| 51   | Brooks                         | Elbert                         |
| 52   | Screven                        | Emanuel                        |
| 53   | Dodge                          | Crisp                          |
| 54   | Crisp                          | Henry                          |
| 55   | Early                          | Jefferson                      |
| 56   | Toombs                         | Toombs                         |
| 57   | Stephens                       | Douglas                        |
| 58   | Habersham                      | Worth                          |
| 59   | Tattnall                       | Dodge                          |
| 60   | Henry                          | Tattnall                       |
| 61   | Fannin                         | Brooks                         |
| 62   | Catoosa                        | Hart                           |
| 63   | Ben Hill                       | Screven                        |
| 64   | Haralson                       | Haralson                       |
| 65   | Hart                           | Liberty                        |
| 66   | Franklin                       | Barrow                         |
| 67   | Terrell                        | Peach                          |
| 68   | Wayne                          | Ben Hill                       |
| 69   | Macon                          | Fannin                         |
| 70   | Dooly                          | Columbia                       |
| 71   | Appling                        | Franklin                       |
| 72   | Berrien                        | Appling                        |
| 73   | Randolph                       | Macon                          |
| 74   | Telfair                        | Early                          |
| 75   | Barrow                         | Paulding                       |
| 76   | Greene                         | Chattahoochee                  |
| 77   | Wilkes                         | Terrell                        |
| 78   | Madison                        | McDuffie                       |
| 79   | Cook                           | Forsyth                        |
| 80   | Douglas                        | Berrien                        |
| 81   | Chattahoochee                  | Cook                           |
| 82   | Irwin                          | Telfair                        |
| 83   | Morgan                         | Dooly                          |
| 84   | Paulding                       | Madison                        |
| 85   | Peach                          | Greene                         |
| 86   | McDuffie                       | Harris                         |
| 87   | Harris                         | Randolph                       |
| 88   | Pierce                         | Wilkes                         |
| 89   | Hancock                        | Rockdale                       |
| 90   | Forsyth                        | Monroe                         |
| 91   | Murray                         | Murray                         |
| 92   | Monroe                         | Morgan                         |
| 93   | Turner                         | Lamar                          |
| 94   | Jenkins                        | Effingham                      |
| 95   | Lamar                          | Hancock                        |
| 96   | Wilcox                         | Camden                         |
| 97   | Gilmer                         | Pierce                         |
| 98   | Oglethorpe                     | Bleckley                       |
| 99   | Johnson                        | Wilkinson                      |
| 100  | Wilkinson                      | Irwin                          |
| 101  | Columbia                       | Jenkins                        |
| 102  | Jeff Davis                     | Butts                          |
| 103  | Bleckley                       | Gilmer                         |
| 104  | Stewart                        | Jeff Davis                     |
| 105  | Effingham                      | Pickens                        |
| 106  | Taylor                         | Dade                           |
| 107  | Butts                          | Jones                          |
| 108  | Miller                         | Turner                         |
| 109  | Bacon                          | Bacon                          |
| 110  | Pickens                        | Taylor                         |
| 111  | Pulaski                        | Pulaski                        |
| 112  | Warren                         | Fayette                        |
| 113  | Calhoun                        | Johnson                        |
| 114  | Rockdale                       | Twiggs                         |
| 115  | Pike                           | Oglethorpe                     |
| 116  | Liberty                        | Wilcox                         |
| 117  | Twiggs                         | Putnam                         |
| 118  | Candler                        | Rabun                          |
| 119  | Fayette                        | Stewart                        |
| 120  | Seminole                       | Warren                         |
| 121  | Montgomery                     | Calhoun                        |
| 122  | Putnam                         | Lumpkin                        |
| 123  | Talbot                         | Pike                           |
| 124  | Jones                          | Talbot                         |
| 125  | Jasper                         | Evans                          |
| 126  | Rabun                          | White                          |
| 127  | Dade                           | Miller                         |
| 128  | Atkinson                       | Seminole                       |
| 129  | Camden                         | Candler                        |
| 130  | Union                          | Clinch                         |
| 131  | Oconee                         | Union                          |
| 132  | Heard                          | Banks                          |
| 133  | Banks                          | McIntosh                       |
| 134  | Wheeler                        | Oconee                         |
| 135  | Lee                            | Montgomery                     |
| 136  | Evans                          | Bryan                          |
| 137  | Lumpkin                        | Lee                            |
| 138  | Treutlen                       | Atkinson                       |
| 139  | Marion                         | Jasper                         |
| 140  | Lincoln                        | Lincoln                        |
| 141  | Brantley                       | Brantley                       |
| 142  | Crawford                       | Treutlen                       |
| 143  | McIntosh                       | Crawford                       |
| 144  | Clinch                         | Marion                         |
| 145  | Bryan                          | Wheeler                        |
| 146  | Baker                          | Heard                          |
| 147  | White                          | Charlton                       |
| 148  | Clay                           | Lanier                         |
| 149  | Lanier                         | Clay                           |
| 150  | Charlton                       | Baker                          |
| 151  | Towns                          | Towns                          |
| 152  | Taliaferro                     | Long                           |
| 153  | Webster                        | Dawson                         |
| 154  | Schley                         | Taliaferro                     |
| 155  | Dawson                         | Schley                         |
| 156  | Long                           | Webster                        |
| 157  | Glascock                       | Glascock                       |
| 158  | Quitman                        | Quitman                        |
| 159  | Echols                         | Echols                         |

A partir del 1971, el nom del comtat d'emissió es mostra a la part inferior de cada placa, originalment amb un adhesiu, i a partir del 2012 imprès sobre la placa.

### Models de 1971 fins avui dia
| Imatge | Data d'expedició         | Disseny | Lema                               | Combinació utilitzada | Notes |
| ------ | ------------------------ | --- | ---------------------------------- | --------------------- | --- |
|        | 1971-75                  | Caràcters en relleu de color blau sobre fons reflectant blanc. "GEORGIA" cetrat a dalt, "71" a l'esquerra i adhesiu del nom del comtat centrat a baix.                                                                                               | Sense lema                         | ABC 123               | La primera lletra correspon a la categoria del vehicle segons el pes. Lletres A, B, C i F (inferior a 3.000 lliures); E i G (3.001 a 3.500 lb); L, M i P (3.501 a 4.000 lb); R i W (superior a 4.001 lb).            |
|        | 1976-80                  | Caràcters en relleu de color vermell sobre fons reflectant blanc. "GEORGIA" cetrat a dalt, "76" a l'esquerra i adhesiu del nom del comtat centrat a baix.                                                                                            | Sense lema                         | ABC 123               | Canvien les categories a: A fins E (inferior a 3.000 lb); G i H (3001 a 3.500 lb); L, M i N (3.501 a 4.000 lb); R i S (superior a 4.001 lb).                                                                         |
|        | 1980-82                  | Mateix disseny que l'anterior però el nom de l'estat està imprès. | Sense lema                         | ABC 123               | |
|        | 1983-89                  | Caràcters en relleu de color verd sobre fons reflectant blanc. "19 GEORGIA 83" cetrat a dalt i adhesiu del nom del comtat centrat a baix. | Sense lema                         | ABC 123               | Les plaques personalitzades d'emeten amb el lema "Peach State" en lloc del nom del comtat. |
|        | 1990-març 1996           | Caràcters en relleu de color negre sobre fons reflectant degradat de blanc a color préssec. "Geòrgia" centrat a dalt amb una imatge d'un préssec enlloc de la lletra "o". "19" a dalt a l'esquerra i "90" a la dreta. Nom del comtat centrat a baix. | Sense lema                         | ABC 123               | Les lletres I, O, Q, U i V no s'utilitzen. |
|        | Març 1996-gener 1997     | Mateix disseny que l'anterior però amb la tipografia més estreta. | Sense lema                         | ABC 1234              | La tipografia és fa més estreta per que hi càpiguen els set caràcters. |
|        | Febrer 1997-juny 2001    | Caràcters en relleu de color negre sobre fons reflectant blanc. Imatge gràfica d'un préssec al centre, "GEORGIA" a dalt a l'esquerra i nom del comtat centrat a baix.                                                                                | "...on my mind" a dalt a la dreta. | 123 ABC               | El lema fa referència a la cançó Georgia on My Mind que l'estat va escollir com a cançó oficial el 1979. Les lletres I i O no s'utilitzen en aquest format de sèrie, i Q, U i V només s'utilitzen des de l'any 2000. |
|        | Abril 1997-juny 2001     | Mateix disseny que l'anterior. | "...on my mind" a dalt a la dreta. | 1234 AB 12345 QA      | Les lletres I, O, U i V no s'utilitzen en la combinació "1234 AB", i la combinació "12345 QA" utilitza tipografia més estreta.                                                                                       |
|        | Juny 2001- novembre 2003 | Mateix disseny que l'anterior. | "...on my mind" a dalt a la dreta. | 1234 ABC              | Les lletres I, O, U i V no s'utilitzen i la tipografia és més estreta. |
|        | Desembre 2003-abril 2007 | Caràcters en relleu de color negre sobre fons reflectant degradat gris i blanc. Imatge gràfica d'un préssec que conté la silueta del mapa de l'estat en color verd al centre. Nom del comtat centrat a baix.                                         | "www.GEORGIA.gov" centrat a dalt.  | ABC 1234              | La lletra O no s'utilitza. |
|        | Maig 2007-abril 2012     | Mateix disseny que l'anterior però desapareix el degradat del fons. | "GEORGIA.gov" centrat a dalt.      | ABC 1234              | La lletra O no s'utilitza. |
|        | Maig 2012-avui dia       | Caràcters impresos en negre sobre fons d'imatge gràfica d'un paisatge format per un presseguer a l'esquerra i diversos préssecs a la part inferior. "GEORGIA" a dalt a la dreta i nom del comtat d'expedició centrat a baix.                         | "Peach State" a dalt a l'esquerra. | ABC1234               | Es permet l'opció d'imprimir el lema "In God We Trust" a la part inferior en lloc del nom del comtat. |
|        | Maig 2012-avui dia       | Caràcters impresos en negre sobre fons reflectant blanc. Imatge gràfica d'un préssec al centre, "GEORGIA" centrat a dalt i nom del comtat a baix. | Sense lema                         | ABC1234               | Es permet l'opció d'imprimir el lema "In God We Trust" a la part inferior en lloc del nom del comtat. |

## Altres tipus

### Personalitzades
Geòrgia té regulat per llei (Subject 560-10-22) l'emissió de plaques personalitzades prèvia aprovació pel Departament d'Hisenda i que compleixin un seguit de requisits com són:
- Que pot tenir un màxim de set lletres, set xifres o qualsevol combinació d'aquests amb un total de set caràcters (les motocicletes un màxim de sis).
- No s'admeten signes de puntuació ni símbols.
- Que no sigui obscena segons els estàndards comunitaris vigents, o que inclogui qualsevol referència a sexe, actes sexuals o parts del cos, o qualsevol referència a excrements o fluids corporals.
- Que no menyspreï una creença o ésser religiós, raça, ètnia, gènere o orientació sexual.
- Que no indiqui un departament o càrrec, tret que el sol·licitant ocupi aquest departament o càrrec, inclòs, entre d'altres, un càrrec electe, ocupació com a oficial de policia, bomber, tècnic d'emergències mèdiques, paramèdic o primers auxilis.
- Que no sigui profana.
- Que no estigui subjecte a una marca comercial o copyright tret que el sol·licitant sigui propietari de la marca comercial o dels drets d'autor.
- Que no faci referència a un delicte o activitat delictiva segons la llei estatal o federal.

### Especials

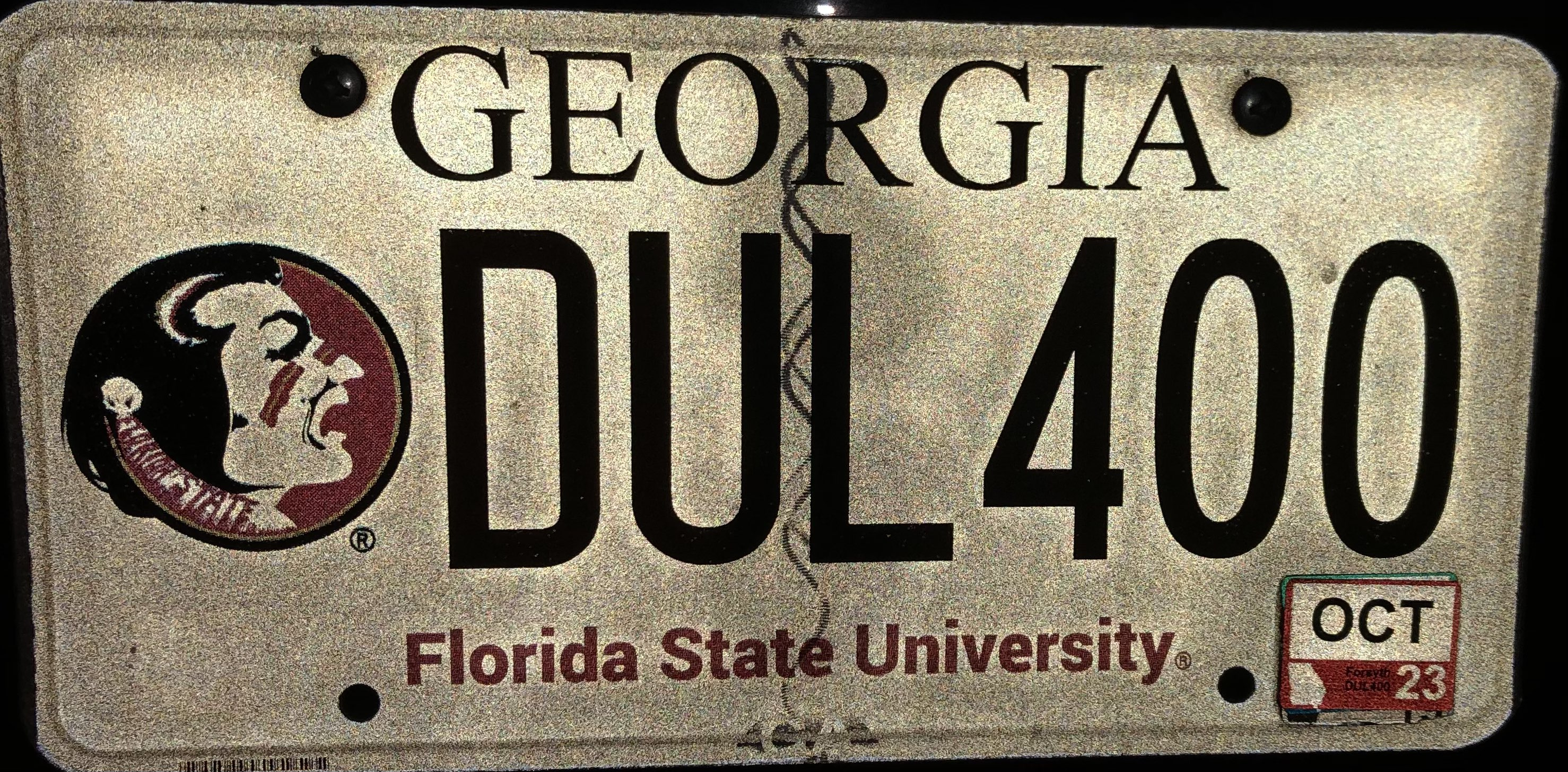
Model de placa especial de la Universitat de Florida disponible entre 2013 i 2020.

Geòrgia va ser un dels primers estats a emetre plaques especials, introduint qüestions commemoratives per a diversos dels seus col·legis i universitats estatals el 1983 com són . L'únic requisit que s'exigeix és la sol·licitud d'un mínim de 1.000 plaques, per la qual cosa l'estat ha fabricat plaques per als seguidors de la Universitat d'Auburn d'Alabama, dels antics alumnes de la Florida A&M University de Florida o de la branca d'antics alumnes de la Universitat Estatal de Louisiana residents a l'estat de Geòrgia.
Des del 1983 la quantitat d'opcions a escollir s'ha incrementat fins a assolir els més de 300 dissenys diferents de matrícules especials on els propietaris poden mostrar aquest suport o afiliació a una organització educativa, benèfica o a diverses causes tant locals com nacionals.